# San Antolín (Murcia)
San Antolín es un barrio de la ciudad de Murcia (Región de Murcia, España) situado al oeste de la misma, formando parte del Distrito Centro-Oeste junto con otros céntricos barrios como San Pedro, San Miguel, San Nicolás y Santa Catalina.
En 2022 contaba con 5201 habitantes.

## Geografía
El barrio se localiza en el sector suroccidental del casco histórico de la ciudad. Sus límites oficiales se sitúan: el este en la calle Sagasta (antiguo foso de la muralla árabe de Murcia), hacia el sur el paseo del Malecón, el trazado de la autovía A-30 al oeste y las calles Bolos y Angustias al norte.

## Historia
Al igual que los vecinos barrios de San Andrés y San Miguel, el barrio de San Antolín formó parte del primitivo arrabal murado de la ciudad andalusí, el denominado arrabal de la Arrixaca. Ante su carácter exterior y su proximidad a uno de los antiguos meandros del Segura, en él se instalaron desde el siglo XI talleres artesanos dedicados a la contaminante industria de la cerámica.

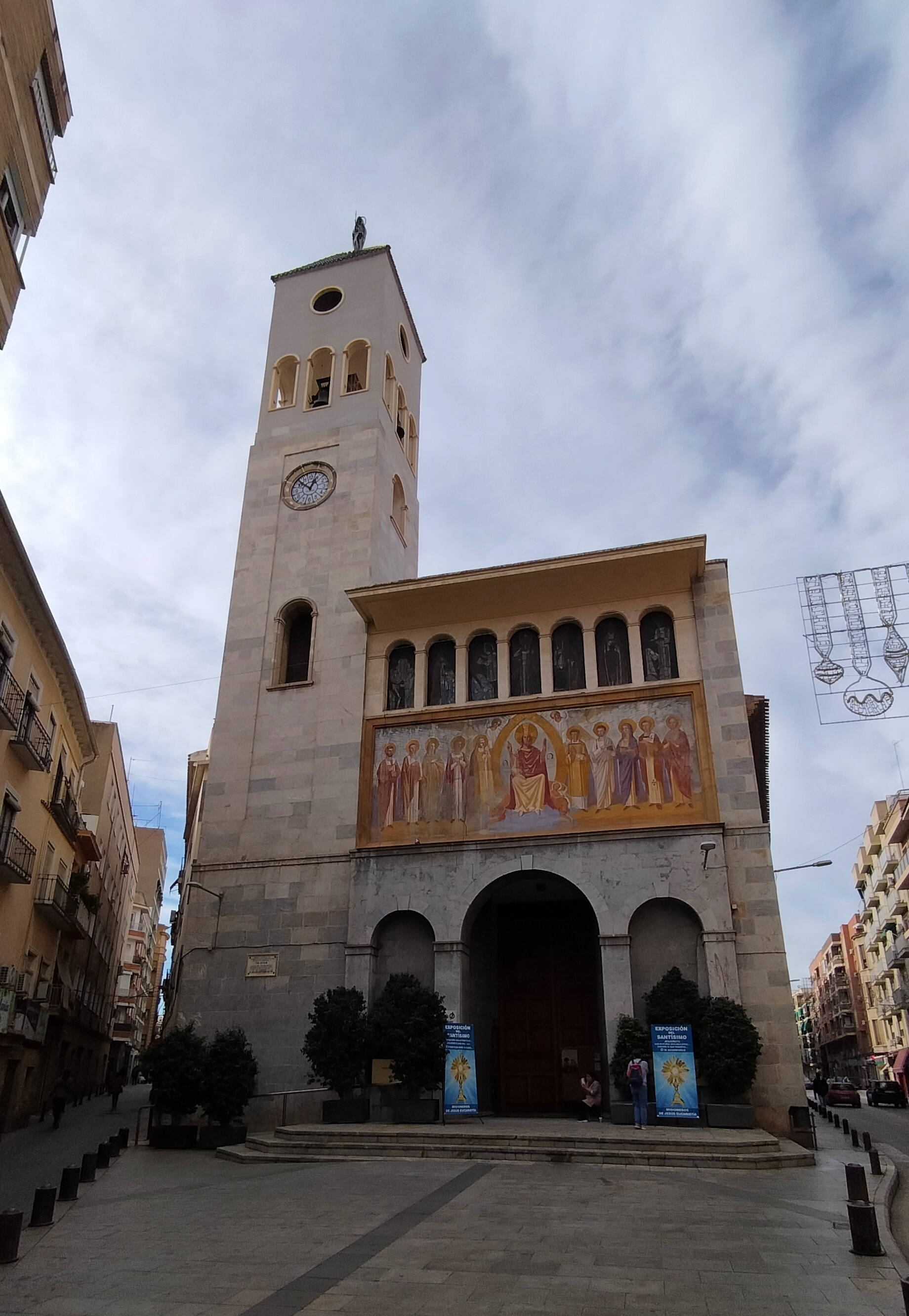
Iglesia de San Antolín, reconstruida tras la Guerra Civil

En él también se encontraba el inicio de la importante vía de comunicación que conectaba la medina islámica con el oeste a través de las actuales calles de Vidrieros y Almenara.
Tras la conquista de Murcia (1265-1266), el arrabal de la Arrixaca pasó a constituir la morería de la nueva ciudad castellana. Sin embargo, la rápida despoblación del arrabal, debido a la emigración de la población andalusí, hizo que poco a poco fuera repoblándose con población cristiana, primero en la denominada Arrixaca Vieja (apareciendo las parroquias de San Miguel y Santiago en 1272), y posteriormente en la Arrixaca Nueva, con el establecimiento de la parroquia de San Andrés en 1293 y la de San Antolín a comienzos del siglo XIV.
En los siglos XVI y XVII San Antolín conoció una etapa de esplendor urbanístico a la vez que mantuvo su tradicional trayectoria industrial, habiendo constancia de actividad artesanal dedicada al trabajo de metales, textiles, cerámicas etc. El siglo XIX hizo desaparecer cualquier vestigio de industria entre sus calles debido al rigor impuesto en las ordenanzas municipales, sobre todo a partir de 1868. [cita requerida]
En 1898 se fundó en la parroquia de San Antolín la Cofradía del Perdón, que desfila en la tarde noche del lunes Santo, heredera de la antigua hermandad de torcedores y tejedores de la seda de Murcia.
Finalmente, el siglo XX ha visto la consolidación y crecimiento del barrio, sobrepasando sus límites históricos expandiéndose hacia el oeste.